# Porricondyla borealis
Porricondyla borealis är en tvåvingeart som beskrevs av Ephraim Porter Felt 1907. Porricondyla borealis ingår i släktet Porricondyla och familjen gallmyggor.
Artens utbredningsområde är New York. Inga underarter finns listade i Catalogue of Life.